# 시모우카이촌
시모우카이촌(下鵜飼村)은 일본 기후현 이나바군에 설치되었던 촌이다. 현재의 기후시의 일부에 해당한다.